# Његош (врх)
Његош је највиши врх планине Његош. Висок је 1.725 m. Налази се у Црној Гори.